# 46e Pantserkorps
Het 46e Pantserkorps (Duits: Generalkommando XXXXVI. Panzerkorps) was een Duits legerkorps van de Wehrmacht tijdens de Tweede Wereldoorlog. Het korps vocht in eerste instantie in de centrale sector van het oostfront en vanaf jaarwisseling 1943-44 in de zuidelijke sector. Uiteindelijk werd het korps via Polen terug gedrongen in West-Pruisen, over zee geëvacueerd en uiteindelijk ingezet ten noorden van Berlijn voor het capituleerde aan de westelijke geallieerden.

## Krijgsgeschiedenis

### Oprichting
Het 46e Pantserkorps werd opgericht op 14 juni 1942, in Rusland bij Dorogoboezj, door omdopen van het 46e Gemotoriseerde Korps.

### 1942

Het Eerste Rzjev-Sytsjovkaoffensief

Eind juni 1942 werd het korps verplaatst naar Sytsjovka met front naar het westen als voorbereiding op Operatie Seydlitz. Dit succesvolle offensief ter vernietiging van het 39e Sovjetleger liep van 5 tot 13 juli 1942. Het korps beschikte over de 20e Pantserdivisie en de 86e, 87e en 328e Infanteriedivisies. Eind juli nam het korps een (op dat moment) rustige sector over ten oosten van Sytsjovka. Hier beschikte het korps over de 14e en 36e Gemotoriseerde Divisies en de 161e en 342e Infanteriedivisies. Maar het zou niet lang rustig blijven. Op 2 augustus viel het Sovjet-Westelijk Front het front van het korps aan in zijn deel van het Eerste Rzjev-Sytsjovka Offensief, met de 20e en 31e Sovjetlegers. Centrum van de aanval lag rond Pogoreloye Gorodishche. In de eerste week boekten de Sovjets flinke voortgang, maar tegen een hoge prijs. Het korps kon onder langzaam terugtrekken een intacte frontlijn handhaven, maar ook dit ten koste van zware verliezen. Na deze mobiele fase gingen de gevechten nog zeker een maand door, met pauzes, maar tot grote terreinwinst ging dit niet meer leiden. Eind september-begin oktober kwam het front hier even tot rust. Op 25 november startten de Sovjets hun Operatie Mars, maar de sector van het korps viel hier net buiten de aanvalssector en dus bleef het korps grotendeels buiten schot.

### 1943
Het korps bleef in deze stellingen ten noorden van Gzjatsk tot februari en werd toen verplaatst naar het gebied tussen Orel en Koersk verplaatst, om daar het front te stabiliseren aan het eind van het Sovjet-winteroffensief. Het korps bleef in ongeveer deze positie tot het begin van het Duitse zomeroffensief, Operatie Citadel, ofwel de Slag om Koersk. Hiervoor beschikte het korps op 5 juli 1943 over de 7e, 31e, 102e en 258e Infanteriedivisies en het korps opereerde hier aan de rechter (=west-)vleugel van het 9e Leger. Op die eerste dag rukte het korps op richting Muravl' en fungeerde als flankdekking voor het 47e Pantserkorps, dat de hoofdaanval uitvoerde. Het korps kon enkele kilometer oprukken, en eigenlijk alleen op zijn linkerflank, maar liep al snel vast in de taaie Sovjetverdediging. Op 10 juli was het noordelijk offensief eigenlijk tot stilstand gekomen. Twee dagen later lanceerden de Sovjets in de Orel-frontboog hun Operatie Kutuzov en het korps stopte al zijn offensieve inspanningen. In augustus moest het korps aansluiten aan de ontruiming van de Orel-frontboog en werd naar het westen teruggetrokken. Op 13 september werd het korps overgeplaatst naar het 2e Leger. Rond deze tijd trok het korps terug over de Desna bij Novgorod-Severski. Daarna werd het korps in september langzaam teruggedrongen naar en over de Dnjepr ten zuiden van Gomel. Hier stabiliseerde het front min-of-meer. In iets meer dan een maand werd het korps weggeduwd van de Dnjepr en lag rond 1 december bij Mozir, net ten noorden van de Pripjat. Hier bleef het korps de rest van het jaar.

### 1944
Begin januari 1944 werd het korps overgeplaatst naar het 4e Pantserleger en kwam in actie rond Vinnitsa. En al snel daarna, medio januari volgde de overplaatsing naar het 1e Pantserleger, nog steeds bij Vinnitsa. Eind januari kon een aanval van Sovjettroepen richting Vinitsa vanuit het oosten door het korps opgevangen worden, en met tegenaanvallen zelfs een deel van de Sovjettroepen ingesloten en vernietigd worden. Tegen begin maart was het korps teruggedrongen met het 1e Pantserleger en bevond zich zuidwestelijk van Vinnitsa, bij Sjarhorod en in de loop van maart verder terug naar  Kamenetz-Podolsk. Hier kwam het korps terecht in de “Hube”-pocket en was met de rest van het 1e Pantserleger. In deze tijd (van 25 maart tot 8 april 1944) vormde het korps de meest oostelijke defensieve sector en vormde samen met het 3e Pantserkorps de “Gruppe Breith”. Eind maart beschikte het korps over de 1e, 75e, 82e en 254e Infanteriedivisies, de 101e Jägerdivisie en de 18e Artilleriedivisie. Na de uitbraak werd het korps verplaatst naar Stanislav en bleef daar enkele maanden. Met de start van het Lvov–Sandomierz Offensief van de Sovjets op 13 juli bleef het korps in eerste instantie buiten schot, maar werd al snel richting Lemberg verplaatst om te helpen de frontlijn te versterken. Maar de Sovjets rukten onstuitbaar op en ook het korps moest terugtrekken tot achter de Weichsel. In augustus was het korps in actie rond Warschau en bleef daar de rest van het jaar 1944 in de verdediging lands de Weichsel.

### 1945

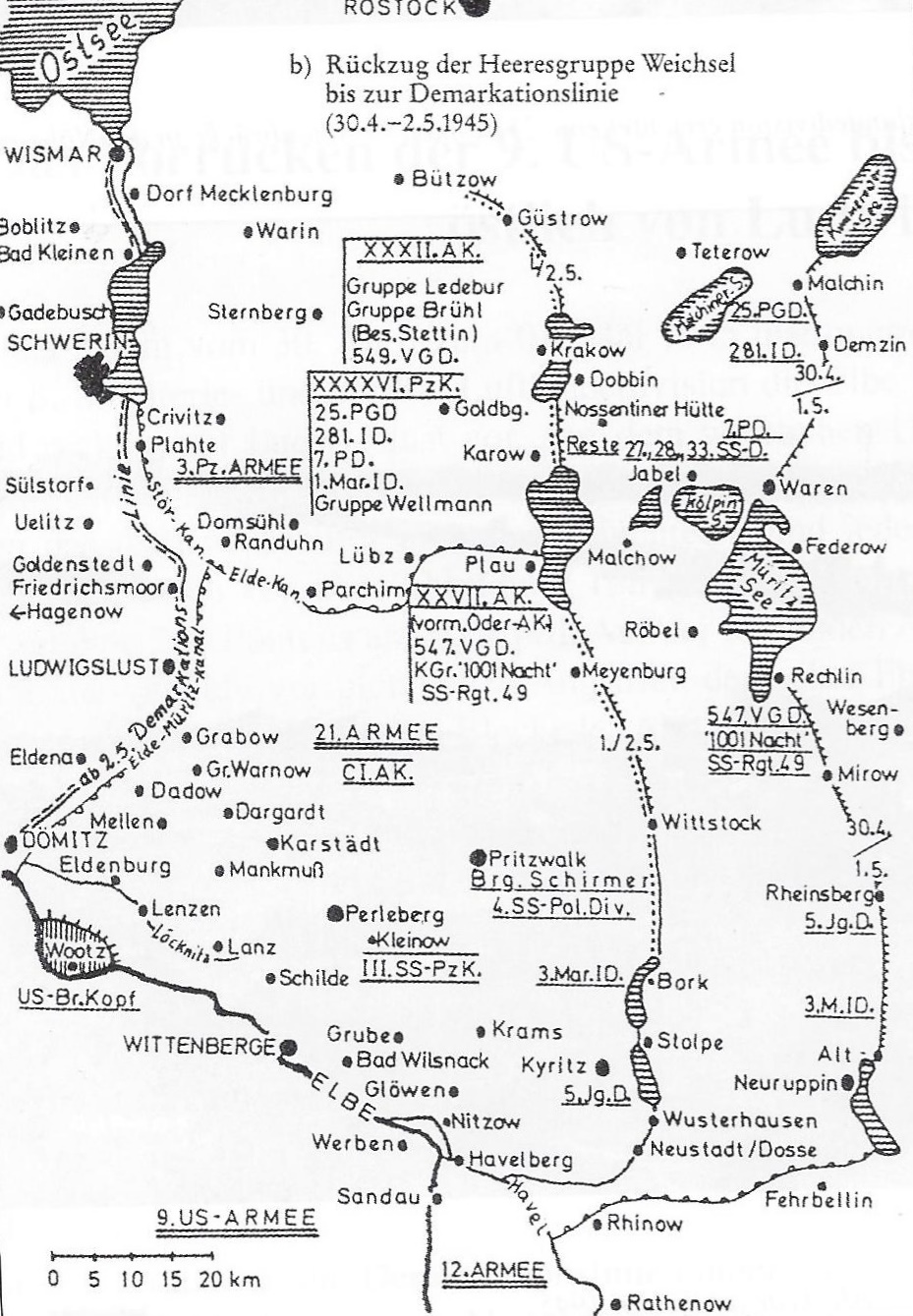
De laatste posities, vlak voor de overgave, mei 1945

Op 12 januari 1945, bij het begin van het Wisła-Oderoffensief van het Rode Leger, lag het korps in stelling met de 73e Infanteriedivisie, de 337e en 542e Volksgrenadierdivisies en de “Festung Warschau“. Op 15 januari vielen het 47e Sovjetleger en het 1e Poolse Leger aan, en dezelfde dag nog werd het korps tot de terugtocht gedwongen. Deze terugtocht liep naar het noordwesten, via Lubenstadt en Thorn naar Koronowo. Vanaf hier ging het in februari terug naar Berent en in maart verder terug naar een bruggenhoofd rond Gotenhafen – Danzig. Vandaar werd de staf van het korps per schip geëvacueerd en naar Mecklenburg getransporteerd. Vanaf 4 april nam het korps dan een frontsector van het 3e Pantserleger in tussen Gartz en Hohensaaten en bestond daar uit de 1e Marinedivisie, de 547e Volksgrenadierdivisie en Volksartilleriekorps 406. Vanaf 20 april werd het korps aangevallen door het 2e Wit-Russische Front. De doorbraak volgde vrij snel en daarna kon het korps alleen nog terugtrekken, onderweg tegenstand biedend. De weg ging via Penzlin en Dobbin richting de demarcatielijn ten zuiden van de Schweriner See.
Het 46e Pantserkorps capituleerde op 2 mei 1945 bij Uelitz aan VS-troepen.

## Bovenliggende bevelslagen
| Leger              | Legergroep               | Plaats/regio               | Begin              | Eind               |
| ------------------ | ------------------------ | -------------------------- | ------------------ | ------------------ |
| 9. Armee           | Heeresgruppe Mitte       | Rzjev                      | 14 juni 1942       | 28 oktober 1942    |
| 3. Panzerarmee     | Heeresgruppe Mitte       | Sytsjovka                  | 28 oktober 1942    | februari 1943      |
| 4. Armee           | Heeresgruppe Mitte       | Spass-Demensk              | februari 1943      | maart 1943         |
| 2. Panzerarmee     | Heeresgruppe Mitte       | Orel                       | maart 1943         |                    |
| 9. Armee           | Heeresgruppe Mitte       | Orel                       | juni 1943          | 13 september 1943  |
| 2. Armee           | Heeresgruppe Mitte       | Gomel                      | 13 september 1943  | begin januari 1944 |
| 4. Panzerarmee     | Heeresgruppe Süd         | Vinnitsa                   | begin januari 1944 | 15 januari 1944    |
| 1. Panzerarmee     | Heeresgruppe Süd         | Vinnitsa, Kamenetz-Podolsk | 16 januari 1944    | 4 april 1944       |
| 1. Panzerarmee     | Heeresgruppe Südukraine  | Stanislav                  | 4 april 1944       | medio juli 1944    |
| 4. Panzerarmee     | Heeresgruppe Nordukraine | Boeg, Weichsel             | medio juli 1944    | augustus 1944      |
| 9. Armee           | Heeresgruppe Mitte       | Warschau                   | augustus 1944      | december 1944      |
| 9. Armee           | Heeresgruppe A           | Warschau                   | december 1944      | januari 1945       |
| direct onder bevel | Heeresgruppe Weichsel    | Pommeren                   | februari 1945      |                    |
| 2. Armee           | Heeresgruppe Weichsel    | West-Pruisen, Danzig       | maart 1945         | eind maart 1945    |
| 3. Panzerarmee     | Heeresgruppe Weichsel    | Oder                       | 4 april 1945       | 2 mei 1945         |

## Commandanten[1]
| Rang                                                             | Naam                        | Begin             | Eind              | Opmerking                             |
| ---------------------------------------------------------------- | --------------------------- | ----------------- | ----------------- | ------------------------------------- |
| General der Panzertruppe                                         | Heinrich von Vietinghoff    | 1 november 1940   | 19 mei 1941       |                                       |
|                                                                  |                             | 19 mei 1941       |                   | Naamswijziging in XXXXVI. Panzerkorps |
| General der Panzertruppe                                         | Heinrich von Vietinghoff    | 19 mei 1941       | 10 juni 1942      |                                       |
| General der Infanterie                                           | Hans Zorn                   | 14 juni 1942      | 21 november 1942  |                                       |
| Generalleutnant                                                  | Hans-Karl von Esebeck       | 21 november 1942  | 20 juni 1943      |                                       |
| General der Infanterie                                           | Hans Zorn                   | 20 juni 1943      | 2 augustus 1943   | Gesneuveld                            |
| Generalleutnant General der Infanterie (vanaf 1 oktober 1943)    | Hans Gollnick               | 5 augustus 1943   | 22 maart 1944     |                                       |
| Generalleutnant General der Infanterie (vanaf 1 april 1944)      | Friedrich Schulz            | 22 maart 1944     | 3 juli 1944       |                                       |
| Generalleutnant                                                  | Fritz Becker                | 3 juli 1944       | 20 juli 1944      |                                       |
| Generalleutnant                                                  | Smilo Freiherr von Lüttwitz | 20 juli 1944      | 29 augustus 1944  |                                       |
| Generalleutnant                                                  | Maximilan Felzmann          | 29 augustus 1944  | 20 september 1944 |                                       |
| Generalleutnant General der Panzertruppe (vanaf 1 december 1944) | Walter Fries                | 20 september 1944 | 19 januari 1945   |                                       |
| Generalleutnant General der Panzertruppe (vanaf 1 april 1945)    | Martin Gareis               | 20 september 1944 | 2 mei 1945        |                                       |

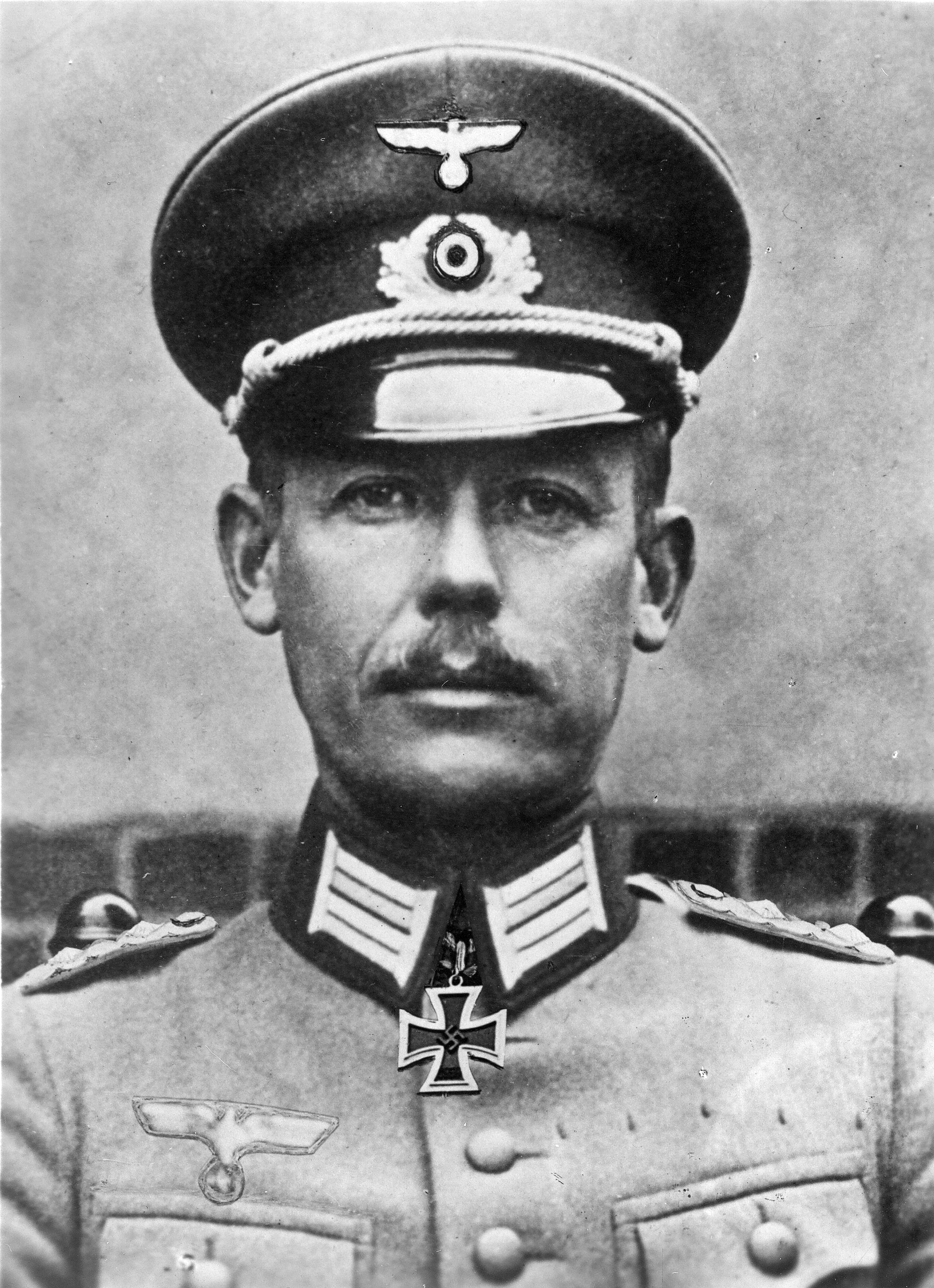
Generalleutnant von Esebeck

De General der Infanterie Hans Zorn werd op 2 augustus 1943 bij Krasnaja Rostocha ten zuiden van Orel door Sovjet grondaanvalsvliegtuigen gedood.
De Generalleutnant Becker was slecht tijdelijk aangesteld.